# Gran Premio di superbike d'Europa 2003
Il Gran Premio di superbike d'Europa 2003 è stato la nona prova su dodici del campionato mondiale Superbike 2003, disputato il 27 luglio sul circuito di Brands Hatch, in gara 1 ha visto la vittoria di Shane Byrne davanti a Neil Hodgson e Chris Walker, lo stesso pilota si è ripetuto anche in gara 2, davanti a John Reynolds e James Toseland.
Per quanto mancassero ancora tre GP al termine del campionato, al termine delle gare al pilota britannico Neil Hodgson mancavano 10 punti da ottenere nelle gare successive per ottenere il titolo iridato piloti.
La vittoria nella gara valevole per il campionato mondiale Supersport 2003 è stata ottenuta da Stéphane Chambon, mentre la gara del campionato Europeo della classe Superstock viene vinta da James Ellison.

## Risultati

### Gara 1

#### Arrivati al traguardo[5]
| Pos. | Nº  | Pilota               | Squadra                  | Motocicletta      | Giri | Tempo     | Griglia | Punti |
| ---- | --- | -------------------- | ------------------------ | ----------------- | ---- | --------- | ------- | ----- |
| 1º   | 67  | Shane Byrne          | Monstermob Ducati        | Ducati 998F02     | 25   | 36:25.400 | 3º      | 25    |
| 2º   | 100 | Neil Hodgson         | Ducati Fila              | Ducati 999F03     | 25   | +0:05.799 | 11º     | 20    |
| 3º   | 9   | Chris Walker         | HM Plant Ducati          | Ducati 998F02     | 25   | +0:05.918 | 2º      | 16    |
| 4º   | 55  | Régis Laconi         | Caracchi NCR Nortel Net. | Ducati 998RS      | 25   | +0:06.808 | 4º      | 13    |
| 5º   | 62  | Sean Emmett          | ETI Racing               | Ducati 998RS      | 25   | +0:09.663 | 7º      | 11    |
| 6º   | 52  | James Toseland       | HM Plant Ducati          | Ducati 998F02     | 25   | +0:09.926 | 8º      | 10    |
| 7º   | 10  | Gregorio Lavilla     | Alstare Suzuki           | Suzuki GSX-R 1000 | 25   | +0:10.370 | 13º     | 9     |
| 8º   | 60  | Michael Rutter       | Renegade Ducati          | Ducati 998F02     | 25   | +0:32.465 | 5º      | 8     |
| 9º   | 7   | Pierfrancesco Chili  | PSG-1                    | Ducati 998RS      | 25   | +0:32.724 | 10º     | 7     |
| 10º  | 64  | Yukio Kagayama       | Rizla Suzuki             | Suzuki GSX-R 1000 | 25   | +0:36.218 | 17º     | 6     |
| 11º  | 89  | Dean Ellison         | Firepower Ducati         | Ducati 996        | 25   | +0:45.798 | 14º     | 5     |
| 12º  | 33  | Juan Borja           | D.F.X. Racing            | Ducati 998RS      | 25   | +0:52.302 | 23º     | 4     |
| 13º  | 5   | Ivan Clementi        | Kawasaki Bertocchi       | Kawasaki ZX7RR    | 25   | +0:53.241 | 16º     | 3     |
| 14º  | 99  | Steve Martin         | D.F.X. Racing            | Ducati 998RS      | 25   | +0:54.176 | 18º     | 2     |
| 15º  | 6   | Mauro Sanchini       | Kawasaki Bertocchi       | Kawasaki ZX7RR    | 25   | +1:09.534 | 21º     | 1     |
| 16º  | 39  | Alessandro Gramigni  | Nuvolari 391             | Yamaha YZF R1     | 25   | +1:11.592 | 20º     |       |
| 17º  | 8   | James Haydon         | Foggy Petronas Racing    | Petronas FP1      | 25   | +1:30.467 | 22º     |       |
| 18º  | 38  | Giancarlo De Matteis | Caracchi NCR Nortel Net. | Ducati 998RS      | 24   | +1 giro   | 29º     |       |
| 19º  | 26  | Luca Pedersoli       | Team Pedercini           | Ducati 998RS      | 24   | +1 giro   | 28º     |       |

#### Ritirati
| Nº | Pilota             | Squadra               | Motocicletta       | Giri | Griglia |
| -- | ------------------ | --------------------- | ------------------ | ---- | ------- |
| 4  | Troy Corser        | Foggy Petronas Racing | Petronas FP1       | 22   | 12º     |
| 11 | Rubén Xaus         | Ducati Fila           | Ducati 999F03      | 15   | 6º      |
| 20 | Marco Borciani     | D.F.X. Racing         | Ducati 998RS       | 13   | 15º     |
| 90 | Leon Haslam        | Renegade Ducati       | Ducati 998RS       | 13   | 9º      |
| 61 | John Reynolds      | Rizla Suzuki          | Suzuki GSX-R 1000  | 11   | 1º      |
| 16 | Sergio Fuertes     | MIR Racing            | Suzuki GSX-R 1000  | 11   | 24º     |
| 19 | Lucio Pedercini    | Team Pedercini        | Ducati 998RS       | 9    | 19º     |
| 91 | Walter Tortoroglio | White Endurance       | Honda VTR 1000 SP2 | 9    | 26º     |
| 40 | Nick Medd          | Renegade Ducati       | Ducati 998RS       | 7    | 25º     |
| 23 | Jiří Mrkývka       | JM SBK Team           | Ducati 998RS       | 3    | 27º     |

### Gara 2

#### Arrivati al traguardo[6]
| Pos. | Nº  | Pilota              | Squadra                  | Motocicletta      | Giri | Tempo     | Griglia | Punti |
| ---- | --- | ------------------- | ------------------------ | ----------------- | ---- | --------- | ------- | ----- |
| 1º   | 67  | Shane Byrne         | Monstermob Ducati        | Ducati 998F02     | 25   | 36:25.639 | 3º      | 25    |
| 2º   | 61  | John Reynolds       | Rizla Suzuki             | Suzuki GSX-R 1000 | 25   | +0:00.539 | 1º      | 20    |
| 3º   | 52  | James Toseland      | HM Plant Ducati          | Ducati 998F02     | 25   | +0:02.891 | 8º      | 16    |
| 4º   | 11  | Rubén Xaus          | Ducati Fila              | Ducati 999F03     | 25   | +0:04.862 | 6º      | 13    |
| 5º   | 100 | Neil Hodgson        | Ducati Fila              | Ducati 999F03     | 25   | +0:05.804 | 11º     | 11    |
| 6º   | 10  | Gregorio Lavilla    | Alstare Suzuki           | Suzuki GSX-R 1000 | 25   | +0:09.493 | 13º     | 10    |
| 7º   | 7   | Pierfrancesco Chili | PSG-1                    | Ducati 998RS      | 25   | +0:16.049 | 10º     | 9     |
| 8º   | 55  | Régis Laconi        | Caracchi NCR Nortel Net. | Ducati 998RS      | 25   | +0:17.771 | 4º      | 8     |
| 9º   | 64  | Yukio Kagayama      | Rizla Suzuki             | Suzuki GSX-R 1000 | 25   | +0:29.290 | 17º     | 7     |
| 10º  | 90  | Leon Haslam         | Renegade Ducati          | Ducati 998RS      | 25   | +0:31.484 | 9º      | 6     |
| 11º  | 39  | Alessandro Gramigni | Nuvolari 391             | Yamaha YZF R1     | 25   | +1:02.420 | 20º     | 5     |
| 12º  | 89  | Dean Ellison        | Firepower Ducati         | Ducati 996        | 25   | +1:02.453 | 14º     | 4     |
| 13º  | 5   | Ivan Clementi       | Kawasaki Bertocchi       | Kawasaki ZX7RR    | 25   | +1:02.749 | 16º     | 3     |
| 14º  | 20  | Marco Borciani      | D.F.X. Racing            | Ducati 998RS      | 25   | +1:03.308 | 15º     | 2     |
| 15º  | 6   | Mauro Sanchini      | Kawasaki Bertocchi       | Kawasaki ZX7RR    | 25   | +1:07.499 | 21º     | 1     |
| 16º  | 19  | Lucio Pedercini     | Team Pedercini           | Ducati 998RS      | 25   | +1:16.220 | 19º     |       |
| 17º  | 16  | Sergio Fuertes      | MIR Racing               | Suzuki GSX-R 1000 | 24   | +1 giro   | 24º     |       |

#### Ritirati
| Nº | Pilota               | Squadra                  | Motocicletta       | Giri | Griglia |
| -- | -------------------- | ------------------------ | ------------------ | ---- | ------- |
| 60 | Michael Rutter       | Renegade Ducati          | Ducati 998F02      | 21   | 5º      |
| 33 | Juan Borja           | D.F.X. Racing            | Ducati 998RS       | 17   | 23º     |
| 9  | Chris Walker         | HM Plant Ducati          | Ducati 998F02      | 14   | 2º      |
| 40 | Nick Medd            | Renegade Ducati          | Ducati 998RS       | 13   | 25º     |
| 23 | Jiří Mrkývka         | JM SBK Team              | Ducati 998RS       | 9    | 27º     |
| 91 | Walter Tortoroglio   | White Endurance          | Honda VTR 1000 SP2 | 8    | 26º     |
| 99 | Steve Martin         | D.F.X. Racing            | Ducati 998RS       | 7    | 18º     |
| 26 | Luca Pedersoli       | Team Pedercini           | Ducati 998RS       | 7    | 28º     |
| 62 | Sean Emmett          | ETI Racing               | Ducati 998RS       | 6    | 7º      |
| 4  | Troy Corser          | Foggy Petronas Racing    | Petronas FP1       | 3    | 12º     |
| 8  | James Haydon         | Foggy Petronas Racing    | Petronas FP1       | 2    | 22º     |
| 38 | Giancarlo De Matteis | Caracchi NCR Nortel Net. | Ducati 998RS       | 1    | 29º     |

### Supersport

#### Arrivati al traguardo
| Pos. | Nº  | Pilota                   | Squadra               | Motocicletta    | Giri | Tempo     | Griglia | Punti |
| ---- | --- | ------------------------ | --------------------- | --------------- | ---- | --------- | ------- | ----- |
| 1º   | 3   | Stéphane Chambon         | Alstare Suzuki        | Suzuki GSX 600R | 21   | 31'28.121 | 1º      | 25    |
| 2º   | 4   | Jurgen van den Goorbergh | Yamaha Belgarda       | Yamaha YZF R6   | 21   | +7.045    | 5º      | 20    |
| 3º   | 116 | Sébastien Charpentier    | Klaffi Honda          | Honda CBR 600RR | 21   | +7.310    | 6º      | 16    |
| 4º   | 31  | Karl Muggeridge          | Ten Kate Honda        | Honda CBR 600RR | 21   | +10.796   | 3º      | 13    |
| 5º   | 1   | Fabien Foret             | Kawasaki R.T. KRT     | Kawasaki ZX6RR  | 21   | +12.081   | 2º      | 11    |
| 6º   | 7   | Chris Vermeulen          | Ten Kate Honda        | Honda CBR 600RR | 21   | +14.390   | 4º      | 10    |
| 7º   | 93  | Christian Kellner        | Yamaha Deutschland    | Yamaha YZF R6   | 21   | +14.509   | 8º      | 9     |
| 8º   | 8   | Jörg Teuchert            | Yamaha Deutschland    | Yamaha YZF R6   | 21   | +14.693   | 13º     | 8     |
| 9º   | 2   | Katsuaki Fujiwara        | Alstare Suzuki        | Suzuki GSX 600R | 21   | +15.360   | 7º      | 7     |
| 10º  | 15  | Alessio Corradi          | Italia Spadaro F.R.   | Yamaha YZF R6   | 21   | +22.659   | 10º     | 6     |
| 11º  | 9   | Iain MacPherson          | Van Zon Honda T.K.R.  | Honda CBR 600RR | 21   | +24.199   | 15º     | 5     |
| 12º  | 95  | Tom Sykes                | Northpoint            | Yamaha YZF R6   | 21   | +24.381   | 9º      | 4     |
| 13º  | 17  | Pere Riba                | Kawasaki R.T. KRT     | Kawasaki ZX6RR  | 21   | +26.753   | 19º     | 3     |
| 14º  | 12  | Christophe Cogan         | Dark Dog Honda BKM    | Honda CBR 600RR | 21   | +27.416   | 18º     | 2     |
| 15º  | 23  | Broc Parkes              | Dark Dog Honda BKM    | Honda CBR 600RR | 21   | +31.475   | 16º     | 1     |
| 16º  | 22  | Stefano Cruciani         | Kawasaki Bertocchi    | Kawasaki ZX6RR  | 21   | +33.118   | 20º     |       |
| 17º  | 21  | Matthieu Lagrive         | Yamaha France - Ipone | Yamaha YZF R6   | 21   | +34.676   | 11º     |       |
| 18º  | 18  | Robert Ulm               | Klaffi Honda          | Honda CBR 600RR | 21   | +39.929   | 17º     |       |
| 19º  | 86  | Barry Veneman            | Esha Kobutex Honda    | Honda CBR 600RR | 21   | +43.675   | 23º     |       |
| 20º  | 75  | Jamie Robinson           | JR Motorsport         | Yamaha YZF R6   | 21   | +47.250   | 25º     |       |
| 21º  | 30  | Michael Laverty          | Vitrans Honda TKR     | Honda CBR 600RR | 21   | +47.735   | 27º     |       |
| 22º  | 94  | Jan Hanson               | Esha Kobutex Honda    | Honda CBR 600RR | 21   | +47.982   | 26º     |       |
| 23º  | 69  | Gianluca Nannelli        | Lorenzini by Leoni    | Yamaha YZF R6   | 21   | +50.888   | 21º     |       |
| 24º  | 77  | Thierry van den Bosch    | Yamaha France - Ipone | Yamaha YZF R6   | 21   | +1'02.036 | 24º     |       |

#### Ritirati
| Nº | Pilota        | Squadra              | Motocicletta    | Giri | Griglia |
| -- | ------------- | -------------------- | --------------- | ---- | ------- |
| 71 | Werner Daemen | Van Zon Honda T.K.R. | Honda CBR 600RR | 11   | 12º     |
| 16 | Simone Sanna  | Yamaha Belgarda      | Yamaha YZF R6   | 8    | 22º     |
| 28 | Dean Thomas   | Vitrans Honda TKR    | Honda CBR 600RR | 1    | 14º     |

### Superstock

#### Arrivati al traguardo
| Pos. | Nº | Pilota                 | Squadra                   | Motocicletta        | Giri | Tempo     | Griglia | Punti |
| ---- | -- | ---------------------- | ------------------------- | ------------------- | ---- | --------- | ------- | ----- |
| 1º   | 8  | James Ellison          | HAP Racing                | Suzuki GSX 1000R    | 15   | 22'55.008 | 2º      | 25    |
| 2º   | 92 | Luke Quigley           | Buildbase Knotts M/C      | Suzuki GSX 1000R    | 15   | +0.157    | 3º      | 20    |
| 3º   | 84 | Michel Fabrizio        | Alstare Suzuki Italia     | Suzuki GSX 1000R    | 15   | +2.692    | 1º      | 16    |
| 4º   | 15 | Alex Martinez          | Celani                    | Suzuki GSX 1000R    | 15   | +3.423    | 8º      | 13    |
| 5º   | 3  | Gianluca Vizziello     | UnionBike GiMotorsport    | Yamaha YZF R1       | 15   | +9.449    | 4º      | 11    |
| 6º   | 93 | Ben Wilson             | Ben Wilson Racing         | Suzuki GSX 1000R    | 15   | +9.740    | 12º     | 10    |
| 7º   | 94 | Ben Wylie              | Future Racing             | Suzuki GSX 1000R    | 15   | +11.196   | 7º      | 9     |
| 8º   | 57 | Ilario Dionisi         | Celani                    | Suzuki GSX 1000R    | 15   | +11.253   | 11º     | 8     |
| 9º   | 44 | John Laverty           | EMS Racing                | Suzuki GSX 1000R    | 15   | +12.538   | 5º      | 7     |
| 10º  | 6  | Lorenzo Alfonsi        | Italia Lorenzini by Leoni | Yamaha YZF R1       | 15   | +13.156   | 6º      | 6     |
| 11º  | 38 | Lorenzo Lanzi          | Rox Racing                | Ducati 999S         | 15   | +21.702   | 26º     | 5     |
| 12º  | 16 | Enrique Rocamora       | Electrolombar Racing      | Suzuki GSX 1000R    | 15   | +23.748   | 17º     | 4     |
| 13º  | 41 | Pierrot Lerat-Vanstaen | Plein Gaz                 | Suzuki GSX 1000R    | 15   | +26.410   | 20º     | 3     |
| 14º  | 95 | Kelvin Reilly          | Magnum Motorsport         | Suzuki GSX 1000R    | 15   | +29.377   | 9º      | 2     |
| 15º  | 73 | Bernat Martínez        | MIR Racing                | Suzuki GSX 1000R    | 15   | +29.807   | 10º     | 1     |
| 16º  | 37 | William De Angelis     | Rox Racing                | Ducati 999S         | 15   | +30.002   | 13º     |       |
| 17º  | 10 | Riccardo Chiarello     | D.F.X. Racing             | Ducati 999S         | 15   | +32.755   | 15º     |       |
| 18º  | 25 | Alessandro Brannetti   | FbC Racing                | Aprilia RSV 1000R   | 15   | +32.902   | 16º     |       |
| 19º  | 28 | Giacomo Romanelli      | X Gear                    | Suzuki GSX 1000R    | 15   | +34.192   | 21º     |       |
| 20º  | 5  | Alessio Velini         | Italia Lorenzini by Leoni | Yamaha YZF R1       | 15   | +34.787   | 19º     |       |
| 21º  | 34 | José Hurtado           | MIR Racing                | Suzuki GSX 1000R    | 15   | +38.634   | 18º     |       |
| 22º  | 9  | Ciro Ranieri           | UnionBike GiMotorsport    | Yamaha YZF R1       | 15   | +48.230   | 14º     |       |
| 23º  | 96 | Matěj Smrž             | STK Czech Accr            | Honda CBR 900RR     | 15   | +48.238   | 24º     |       |
| 24º  | 85 | Tomas Miksovsky        | STK Czech Accr            | Honda CBR 900RR     | 15   | +54.010   | 27º     |       |
| 25º  | 7  | David Gatenby          | Beowulf Motorsports.com   | Suzuki GSX 1000R K3 | 15   | +1'02.139 | 28º     |       |
| 26º  | 20 | Geoffrey Naze          | Zone Rouge                | Yamaha YZF R1       | 15   | +1'10.810 | 29º     |       |
| 27º  | 18 | José Lombardo          | Electrolombar Racing      | Suzuki GSX 1000R    | 15   | +1'11.704 | 30º     |       |
| 28º  | 27 | Raphael De Saver       | RRT Motorsport            | Suzuki GSX 1000R K1 | 15   | +1'24.058 | 31º     |       |
| 29º  | 12 | Leroy Verboven         | ICSAT                     | Suzuki GSX 1000R    | 15   | +1'38.521 | 32º     |       |

#### Ritirati
| Nº | Pilota              | Squadra                 | Motocicletta  | Giri | Griglia |
| -- | ------------------- | ----------------------- | ------------- | ---- | ------- |
| 86 | Ayrton Badovini     | Biassono R.T. EVR Corse | Ducati 999S   | 13   | 25º     |
| 11 | Massimo Bisconti    | Magic Bike Ducci F.R.   | Yamaha YZF R1 | 10   | 22º     |
| 22 | Christian Dal Corso | Rox Racing              | Ducati 999S   | 0    | 23º     |